# Домбе, Гийом

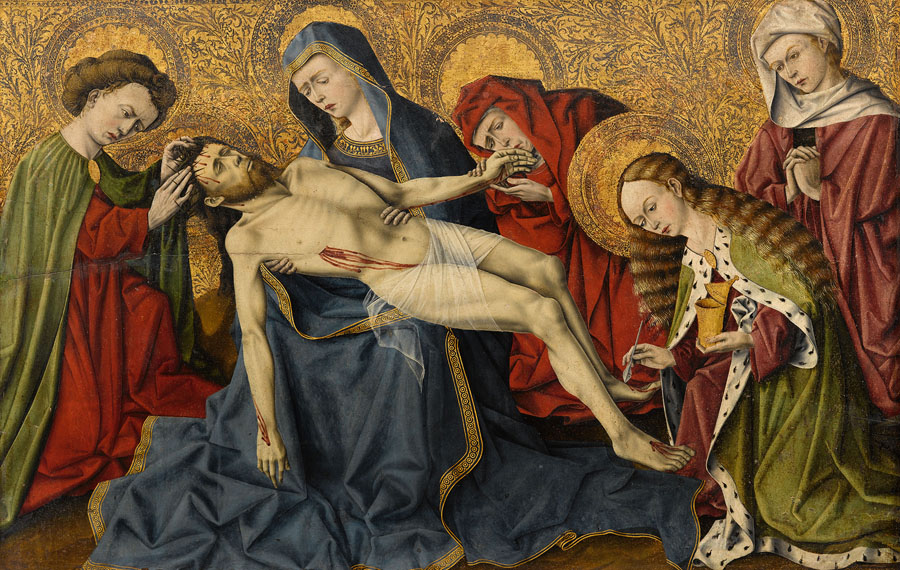
«Пьета из Тараскона», 1450—1475, Музей Клюни, Париж. Возможно, картина была создана в мастерской семейства Домбе.

Гийом Домбе (фр. Guillaume Dombet; известен из документов с 1414 по 1461 год) — французский художник и витражист.

## Биография
Гийом Домбе по всей вероятности родился в городе Кузери, Бургундия, но работал в основном в провансальских городах — Авиньоне, Арле, и Экс-ан-Провансе.
Кроме витража в церкви Сен Совёр не сохранилось ни одного точно установленного произведения этого художника.
Первый архивный документ, в котором упоминается имя Домбе, датирован 1414 годом, и сообщает, что Гийому было поручено исполнение витражей для папского дворца в Авиньоне. Из документов известно, что у Гийома Домбе была успешная мастерская, в которой работали трое его сыновей — Обри, Жан и Жак, а также зять — художник из Турне Арноле де Катц (известен по документам в 1430—1434 годах), который женился на дочери Гийома — Пейроннетт, и в 1430 году подписал контракт с его мастерской на три года.
Мастерская Домбе получала самые престижные заказы, она выполняла работы по изготовлению и установке витражей в папском дворце в Авиньоне (1414 год), в Соборе Экса (1415, 1444, 1449 годы), в синагоге Экса (1418 год), в францисканском храме Марселя (1425 год), в храме Св. Марты в Тарасконе (1432 год) и в капелле Св. Петра Люксембургского в Авиньоне (1448 год). Современные исследователи считают, что из пяти созданных Домбе витражей капеллы Св. Митра в соборе Сен Совёр в Экс-ан-Провансе до наших дней дошли лишь изображения Св. Митра, св. Блеза и святого епископа. В них видно влияние как бургундского, так и провансальского и нидерландского искусства.
Наряду с витражами мастерская Домбе расписала множество алтарей. Из документов известно, что Домбе получил заказы на изготовление алтарей для Собора в Эксе (1415), для францисканского храма в Эксе (1420), для храма Нотр Дам дю Салю (1423), для монастыря кордельеров в Тарасконе (1429), для приора Эстезарга (1447 год) и для храма в Кадеруссе. Гийом Домбе не чурался исполнения и гораздо более скромных заказов: росписей гербов или оформления процессий Корпуса Кристи в Авиньоне. Однако ни одно известное из документов станковое произведение Домбе не сохранилось.
Имя Гийома Домбе связывают с большим алтарём, выполненным для этого же собора в 1443—1445 годах — знаменитым «Благовещением из Экса». Французский исследователь Жан Бойер первым высказал предположение, что так называемый Мастер Благовещения из Экса — это Гийом Домбе, полагая, что его мастерская в 1440 годах была связана с собором Сен Совёр самыми разными заказами. Алтарь «Благовещение» заказал богатый суконщик из Экс-ан-Прованса Пьер Корпичи в своём завещании от 9 декабря 1442 года. В 1445 году он составил новое завещание, из текста которого можно понять, что к тому времени алтарь был готов. Ряд исследователей видит сходство художественных приёмов алтаря «Благовещение» и витражей в церкви Сен Совёр, однако проблема Мастера Благовещения из Экса по прежнему остаётся не решённой окончательно, и на авторство этого произведения претендуют несколько разных художников той эпохи, в первую очередь Бартелеми д’Эйк.
Один из крупнейших знатоков французской средневековой живописи Шарль Стерлинг высказал предположение, что оборотную сторону створок «Благовещения из Экса» расписал сын Гийома — Обри Домбе. Он же приписал известную «Пьету из Тараскона» руке другого сны Гийома — Жаку Домбе, который фигурирует в провансальских архивных документах с 1451 по 1461 годы.
4 декабря 1458 года старый, больной художник составил завещание, в котором распорядился, чтобы его похоронили на кладбище Нотр Дам де Принсипаль в Авиньоне. Из документа от 1461 года следует, что к этому времени Гийома уже не было в живых. Гийом Домбе принадлежит к крупнейшим французским художникам первой половины XV века, однако созданным им произведениям очень не повезло, и у исследователей его творчества по-прежнему больше вопросов, чем ответов.